# ベロボーグ
ベロボーグ（ウクライナ語: Білобог, Bilobog; ロシア語: Белобог, Belobog）は、スラヴ神話における神であり、昼を司り、人々に対する善き物すべての創造者とされれ、その名は「白い神」を意味する。スヴェントヴィトそのもの、またはその位格の一つである可能性がある。通例では「黒い神」であるチェルノボーグと対立する存在とされる。キリスト教時代においては、この白黒二柱の神の対立は、神とサタン（悪魔）の対立に相当するものと考えられていた。

## 概略
ベロボーグは伝統的には善性を代表し、一方チェルノボーグは悪性を表す。民俗学的には両者は深く結びついている。
ベロボーグはいくつかの神や英雄とおそらく繋がりがある。たとえば白いパリアニン（ウクライナ語: Білий Палянин）、聖ゲオルギオス、クパーラなどである。
ベロボーグと同一視しうる神はベラルーシ(Бєлун)や南スラブ(білий бог)でも知られている。